# Joe Dudgeon
Joseph Patrick "Joe" Dudgeon est un footballeur nord-irlandais né le 26 novembre 1990 à Leeds. Il évolue au poste de défenseur central.

## Biographie
Formé à Manchester United, il ne réussit pas à s'imposer avec l'équipe première, et signe en 2011 à Hull City. 